# Saint-Jean-de-Maurienne
Saint-Jean-de-Maurienne – miejscowość i gmina we Francji, w regionie Owernia-Rodan-Alpy, w departamencie Sabaudia.
Według danych na rok 2006 gminę zamieszkiwało 9,7 tys. osób. Gęstość zaludnienia wynosiła 820 osób/km² (wśród 2880 gmin regionu Rodan-Alpy Saint-Jean-de-Maurienne plasuje się na 76. miejscu pod względem liczby ludności, natomiast pod względem powierzchni na miejscu 1011.).

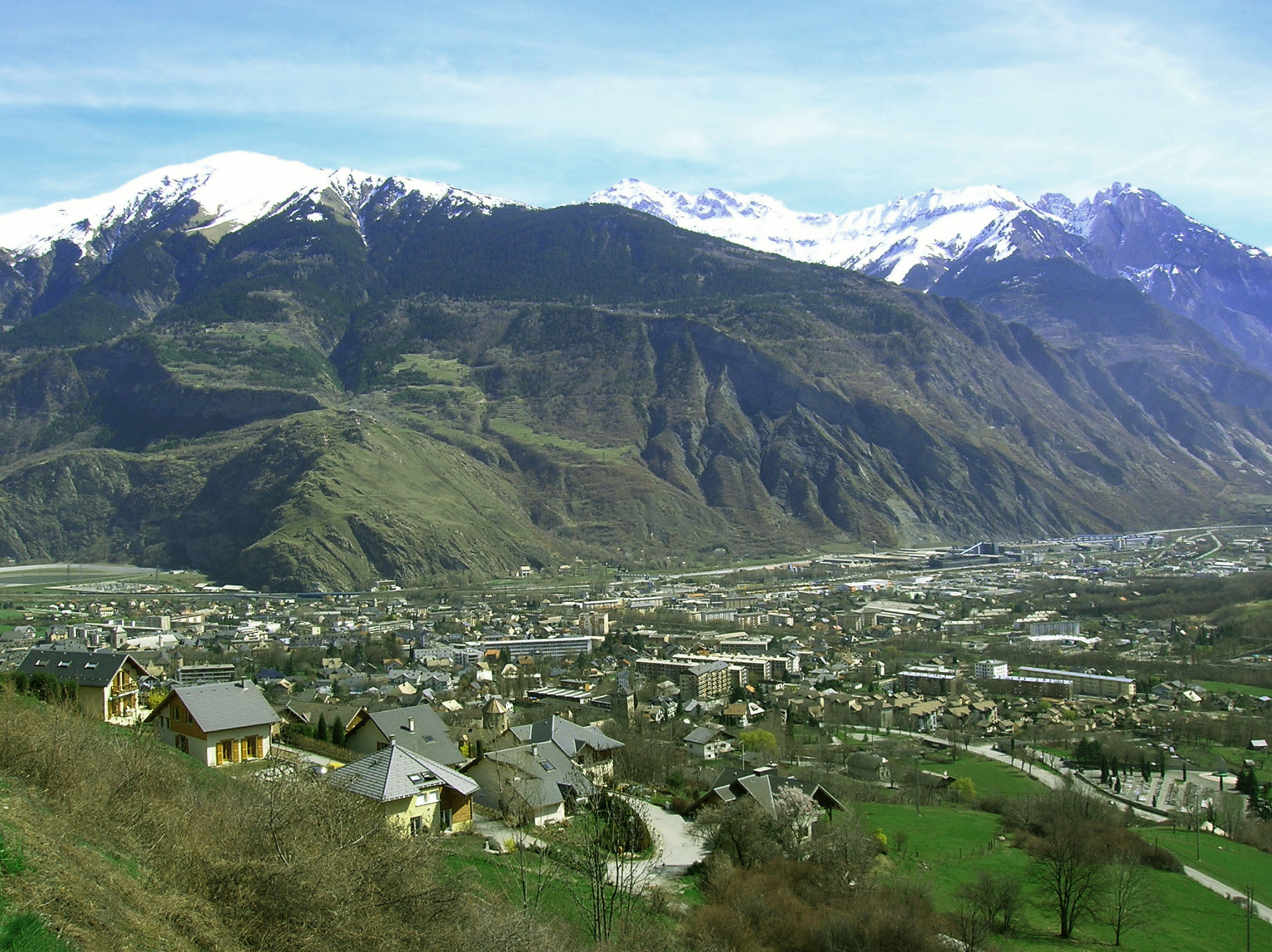
Panorama miejscowości, 2006